# Vicente Fe Castell
Vicente Fe Castell (Manuel, 15 de marzo de 1875-Ciudad de México, 27 de noviembre de 1945) fue un periodista y político español.

## Biografía
Nacido en 1875, realizó estudios de farmarcia y medicina por la Universidad de Valencia. Sobrino de Francisco Castell, fundador del periódico El Mercantil Valenciano, Vicente Fe colaboró con la publicación. Vinculado al valencianismo y al republicanismo, colaboaría con publicaciones como València Nova (1906), El Cuento del Dumenche (1908) o El Cuento Valencià (1910). Posteriormente sería propietario-director de El Mercantil Valenciano, diario que durante el periodo de la Segunda República será una de las publicaciones más leídas en Valencia —con tiradas superiores a los 50 000 ejemplares—.
En las elecciones constituyentes de 1931 se presentó integrado en las listas de Derecha Liberal Republicana, recibiendo 26 112 votos; sin embargo, no logró obtener acta de diputado. En las elecciones de 1936 se presentó como independiente en las listas de Izquierda Republicana por la circunscripción de Castellón, logrando obtener acta de diputado.
Tras el estallido de la Guerra civil las autoridades intervinieron El Mercantil Valenciano. Finalizada la contienda se exilió en Francia, y posteriormente en México, donde falleció en 1945. El régimen franquista contribuyó a demonizar públicamente su figura.